# Pandanus mendanensis
Pandanus mendanensis là một loài thực vật có hoa trong họ Dứa dại. Loài này được Martelli miêu tả khoa học đầu tiên năm 1932.